# گان یینگ
گان یینگ (به چینی: 甘英) (به پین‌یینی: Gān Yīng) یک دیپلمات، کاوشگر و مقام نظامی چینی بود که در سال 97 پس از میلاد توسط ژنرال نظامی چینی بان چائو برای کسب اطلاعات بیشتر در مورد آن به امپراتوری روم فرستاده شد.
گان یینگ به روم نرسید، فقط تا «دریای غربی» سفر کرد که می‌توانست به سواحل شرقی دریای مدیترانه، دریای سیاه یا ساحل اشکانی خلیج فارس اشاره کند.[نیازمند منبع] از آنجا. آنها می توانستند در عرض چند هفته فرات را به سمت شمال تا مرز روم در سوریه دنبال کنند، اما آنها این را نمی دانستند و در عوض قصد داشتند در اطراف عربستان به سمت مصر روم حرکت کنند، که ممکن بود 3 ماه از داستان های ملوانان محلی دلسرد شوند از بد آب و هوا دست کشیدند و به خانه رفتند.

## منبع
مشارکت‌کنندگان ویکی‌پدیا. «Gan Ying». در دانشنامهٔ ویکی‌پدیای انگلیسی، بازبینی‌شده در ۲۰۲۴-۰۹-۰۳.